# Braguilha

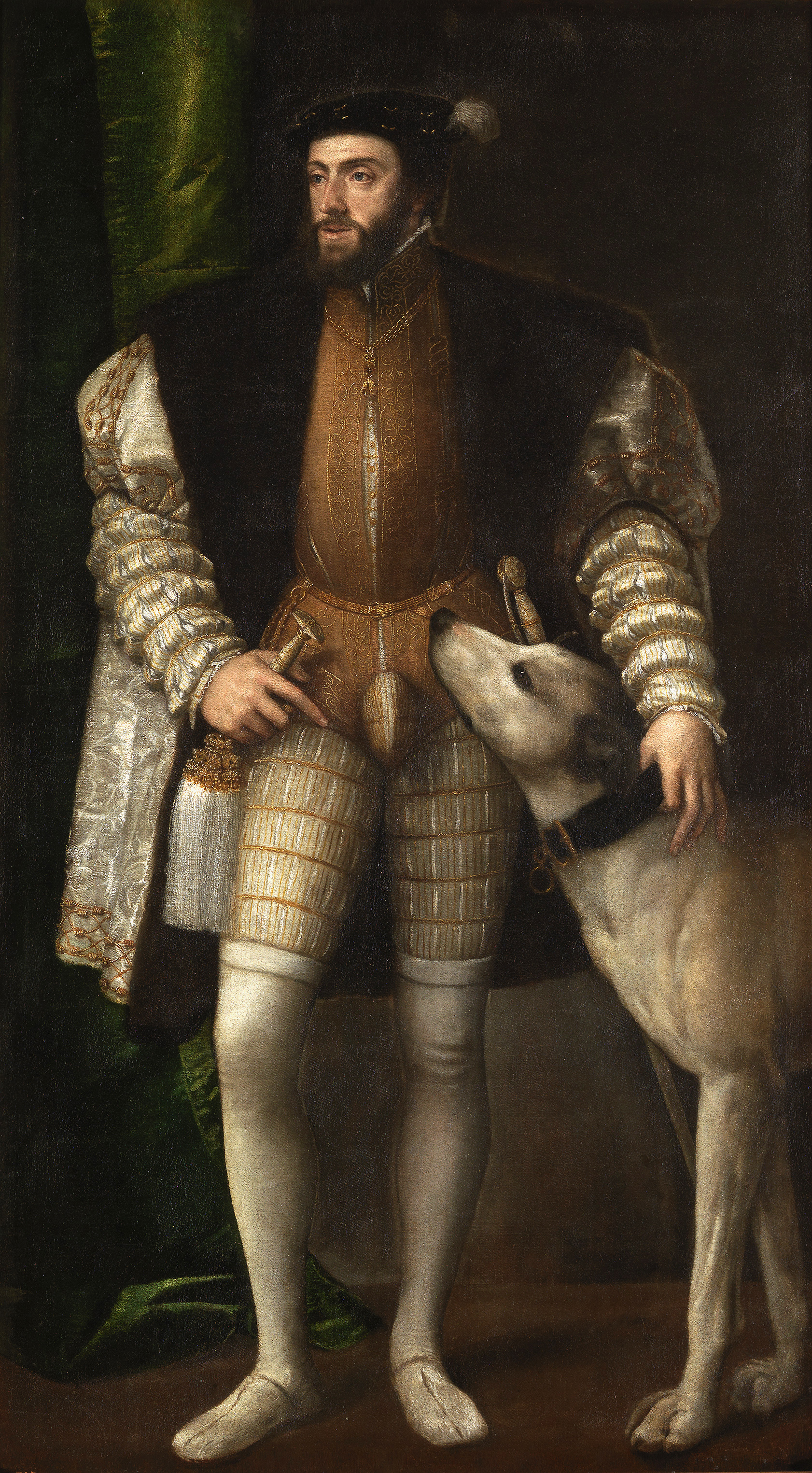
Carlos I de Espanha, pintado por Ticiano (1532-1533) vestindo uma braguilha.

A braguilha (em francês braguette e em inglês codpiece, do inglês medieval cod, significando escroto) é uma peça de vestuário masculino que se usava nos séculos XV e XVI para cobrir os órgãos genitais. Por extensão, o nome é aplicado à abertura à frente das calças, calções ou cuecas que se costuma fechar com fecho éclair ou com botões, e que permite ao seu portador retirar o pénis para fora na ocasião de urinar. 
Por razões evidentes está associada à simbologia da masculinidade, e vem sendo interpretada de diversos modos por estudiosos dos fenômenos culturais. Braguilhas e peças afins continuam a ser amplamente usadas em certos círculos, particularmente em costumes de peças teatrais, no balé, em certos ramos da cultura heavy metal e na subcultura leather. No esporte, a coquilha desempenha papel semelhante. 

## História
Nos séculos XV e XVI, a braguilha surgiu por razões de pudor: os homens vestiam calças muito justas que eram abertas na zona entrepernas, de modo que os órgãos genitais eram cobertos somente pela extensão de um colete muito em voga até aí. Quando a moda mudou e os homens começaram a usar coletes mais curtos, surgindo a necessidade de algo como a braguilha.
Algumas armaduras do século XVI incluem braguilhas metálicas.